# Music to Be Murdered By
Music to Be Murdered By é o décimo primeiro álbum de estúdio do rapper norte-americano Eminem. Assim como seu álbum anterior, Kamikaze (2018), o álbum foi lançado sem anúncio prévio pela Aftermath Entertainment, Interscope Records e Shady Records em 17 de janeiro de 2020. O álbum foi produzido por Dr. Dre e Eminem, juntamente com outros produtores, e conta com colaborações com Black Thought, Q-Tip, Juice Wrld, Ed Sheeran, Young M.A, Skylar Grey, Don Toliver, Anderson Paak e Royce da 5'9", entre outros.
Juntamente com o álbum, Eminem também lançou um videoclipe para "Darkness", dirigido por James Larese.
Embora tenha dividido a opinião dos críticos, Music to Be Murdered By foi um sucesso comercial, estreando na primeira posição dos mais vendidos em pelo menos doze países, como Estados Unidos, Reino Unido, Austrália, Canadá, Suíça e Nova Zelândia.

## Faixas
| N.º            | Título                                                                   | Produtor(es)                                           | Duração |  |
| 1.             | "Premonition" (Intro)                                                    | Dawaun Parker Dr. Dre Eminem Luis Resto Mark Batson    | 2:53    |  |
| 2.             | "Unaccommodating" (participação de Young M.A)                            | Eminem Tim Suby                                        | 3:36    |  |
| 3.             | "You Gon' Learn" (participação de Royce da 5'9" e White Gold)            | Eminem Resto Royce da 5'9"                             | 3:54    |  |
| 4.             | "Alfred" (interlude)                                                     | Andre "Briss" Brissett Parker Dr. Dre                  | 0:30    |  |
| 5.             | "Those Kinda Nights" (participação de Ed Sheeran)                        | Eminem Fred d.a. got that dope for Guaranteed Millions | 2:57    |  |
| 6.             | "In Too Deep"                                                            | Eminem Suby                                            | 3:14    |  |
| 7.             | "Godzilla" (participação de Juice Wrld)                                  | Eminem d.a. got that dope for Guaranteed Millions      | 3:30    |  |
| 8.             | "Darkness"                                                               | Eminem Resto Royce da 5'9"                             | 5:37    |  |
| 9.             | "Leaving Heaven" (participação de Skylar Grey)                           | Eminem Skylar Grey                                     | 4:25    |  |
| 10.            | "Yah Yah" (participação de Royce da 5'9", Black Thought, Q-Tip e Denaun) | Mr. Porter                                             | 4:46    |  |
| 11.            | "Stepdad" (Intro)                                                        | Dr. Dre                                                | 0:15    |  |
| 12.            | "Stepdad"                                                                | Eminem Resto The Alchemist                             | 3:33    |  |
| 13.            | "Marsh"                                                                  | Eminem Resto                                           | 3:20    |  |
| 14.            | "Never Love Again"                                                       | Parker Dem Jointz Dr. Dre Eminem Trevor Lawrence Jr.   | 2:57    |  |
| 15.            | "Little Engine"                                                          | Parker Dr. Dre Erik "Blu2th" Griggs Lawrence           | 2:57    |  |
| 16.            | "Lock It Up" (participação de Anderson Paak)                             | Parker Dem Jointz Dr. Dre Griggs Lawrence              | 2:50    |  |
| 17.            | "Farewell"                                                               | Eminem Ricky Racks                                     | 4:07    |  |
| 18.            | "No Regrets" (participação de Don Toliver)                               | Eminem d.a. got that dope for Guaranteed Millions      | 3:20    |  |
| 19.            | "I Will" (participação de Kxng Crooked, Royce da 5'9" e Joell Ortiz)     | Eminem Resto                                           | 5:02    |  |
| 20.            | "Alfred" (Outro)                                                         | Brissett Parker Dr. Dre                                | 0:39    |  |
| Duração total: | Duração total:                                                           | Duração total:                                         | 64:22   |  |

Notas
- "Premonition (Intro)" apresenta vocais adicionais de Nikki Grier
- "Those Kinda Nights" apresenta vocais adicionais de Bizarre
- "In Too Deep" apresenta vocais adicionais de Sly Pyper

## Performance comercial
Nos Estados Unidos, Music to Be Murdered By estreou na primeira posição da Billboard 200, com 279 000 unidades comercializadas, incluindo 117 000 cópias físicas, além de 217,6 milhões de streamings e 8 000 unidades equivalentes ao álbum. Eminem se tornou o primeiro artista a ter dez álbuns consecutivos estreando na primeira posição nas paradas dos discos mais vendidos nos Estados Unidos e o sexto artista a lançar pelo menos dez álbuns a alcançar o topo da Billboard 200.

### Tabelas
| Paradas musicais (2020)                 | Melhor posição |
| --------------------------------------- | -------------- |
| Austrália (ARIA)                        | 1              |
| Áustria (Ö3 Austria Top 40)             | 1              |
| Bélgica (Ultratop Flandres)             | 1              |
| Bélgica (Ultratop Valônia)              | 5              |
| Canadá (Billboard)                      | 1              |
| República Tcheca (ČNS IFPI)             | 1              |
| Dinamarca (Hitlisten)                   | 1              |
| Países Baixos (Dutch Charts)            | 1              |
| Estônia (Eesti Ekspress)                | 1              |
| Finlândia (Suomen virallinen lista)     | 1              |
| França (SNEP)                           | 4              |
| Alemanha (Offizielle Deutsche Charts)   | 2              |
| Hungria (MAHASZ)                        | 15             |
| Irlanda (OCC)                           | 4              |
| Itália (FIMI)                           | 4              |
| Japão (Billboard Japan)                 | 42             |
| Lituânia (AGATA)                        | 1              |
| Nova Zelândia (RMNZ)                    | 1              |
| Noruega (VG-lista)                      | 1              |
| Polónia (ZPAV)                          | 5              |
| Portugal (AFP)                          | 20             |
| Escócia (Official Scottish Albums)      | 2              |
| Coreia do Sul (Gaon)                    | 52             |
| Espanha (PROMUSICAE)                    | 66             |
| Suécia (Sverigetopplistan)              | 2              |
| Suíça (Schweizer Hitparade)             | 1              |
| Reino Unido (Official Albums Chart)     | 1              |
| Reino Unido (UK R&B Albums Chart)       | 1              |
| Estados Unidos (Billboard 200)          | 1              |
| Estados Unidos (Top R&B/Hip Hop Albums) | 1              |
| Estados Unidos (Rolling Stone Top 200)  | 1              |

## Recepção da crítica
Music to Be Murdered By recebeu críticas mistas dos analistas, com um tom positivo. No site agregador Metacritic, recebeu uma nota média de 64 (de 100), baseado em 16 críticas.